# Myślenice
Myślenice è un comune urbano-rurale polacco del distretto di Myślenice, nel voivodato della Piccola Polonia.
Ricopre una superficie di 153,7 km² e nel 2006 contava 40 541 abitanti. Dal 1975 al 1998 ha invece fatto parte del voivodato di Cracovia.

## Sport
- Dalin Myślenice - è la squadra di pallavolo che ha vinto la Serie B polacca della Pallavolo Femminile nella stagione 2003/2004 ed è stata promossa a giocare in Serie A nella stagione 2004/2005.

## Galleria d'immagini

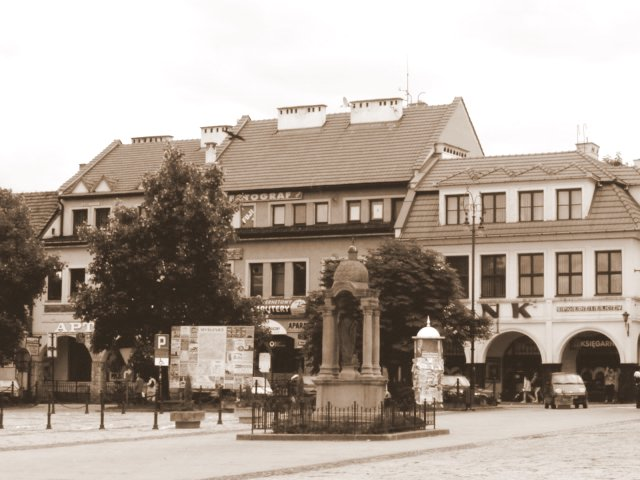
Piazza del mercato di Myślenice
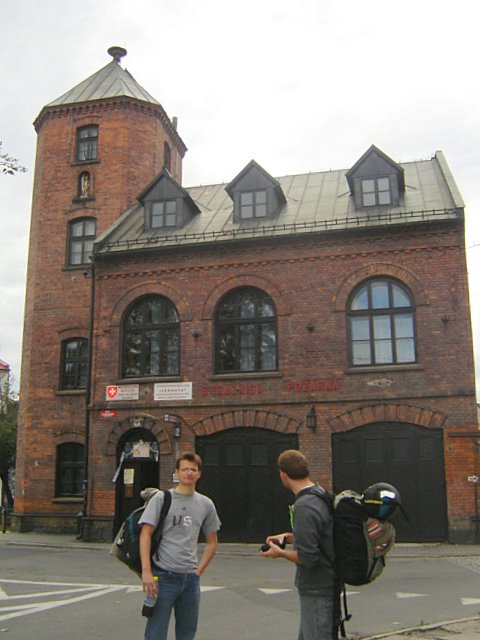
Myślenice
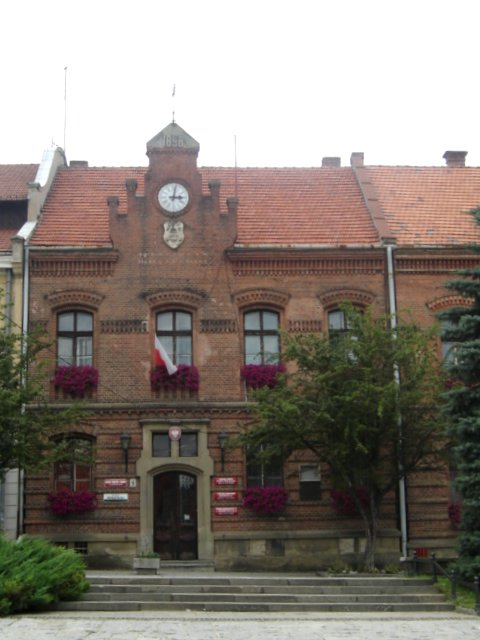
Municipio